# Benzodiazepin
Benzodiazepiner er betegnelsen for en  gruppe af receptpligtige stoffer, der anvendes som  medicin mod angst og søvnforstyrrelser.  De er en gruppe psykoaktive stoffer, hvis kemiske kernestruktur består af en diazepinring fusioneret med en benzenring. Det første benzodiazepin chlordiazepoxid (Librium) blev opdaget ved et tilfælde af Leo Sternbach i 1955, da han arbejdede ved Hoffmann-La Roche, som begyndte at sælge det i begyndelsen af 1960 og siden efterfølgeren diazepam (Valium) fra 1963.
Benzodiazepiner øger effekten af den hæmmende neurotransmitter GABA, som har en beroligende (sedativ), søvndyssede (hypnotisk), angstnedsættende (anxiolytisk), antiepileptisk, muskelafslappende og amnesisk effekt. Disse egenskaber gør benzodiazepiner brugbare til behandling af angst, søvnløshed, psykomotorisk rastløshed (agitation), epileptiske kramper, muskelspasmer, abstinenstilstande forårsaget af alkohol og præ-medicinering til læge- og tandlægeindgreb. Benzodiazepiner kategoriseres som enten kort-, mellem- eller langtidsvarende. Kort- og mellemtidsvarende benzodiazepiner bruges i behandlingen af søvnløshed, mens de langtidsvarende bruges til behandling af angst.

## Historie
Benzodiazepinerne blev opdaget af Leo Sternbach i 1955 i hans arbejde ved Hoffman La-Roche. Det første benzodiazepin, chlordiazepoxid (Librium®), blev hurtigt en storsælger – men blev hurtigt overgået af det næste benzodiazepin, diazepam (Valium®, Stesolid®)

## Farmakologi
Alle benzodiazepiner deler samme kemiske grundstruktur og deres effekt på mennesker sker via allosterisk modifikation af GABAA receptoren, hvor de påvirker permeabiltieten af den inhibitoriske kanal. Dette resulterer i en række terapeutiske effekter. Andre mindre vigtige indvirkninger kendes også.

### Kemi
Benzodiazepin er det kemiske navn for en heterocyklisk ringstruktur (se figuren til højre), som er en fusion mellem en benzen- og diazepinring. Ifølge Hantzsch–Widman nomenklaturen er diazepin en heterocyklisk ring bestående af to kvælstofatomer, fem carbonatomer og det maksimalt mulige antal dobbeltbindinger. Præfikset "benzo" angiver at benzenringen er bundet til diazepenringen.
Benzodiazepiner er kemisk set substituerede 1,4-benzodiazepin, selvom det kemiske ord også kan henvise til andre lignende komponenter, som ikke har den samme farmakologiske indvirken. Forskellige benzodiazepinmedikamenter har forskellige sidegrupper bundet til deres centrale struktur. De forskellige sidegrupper påvirker molekylets binding til GABAA-receptoren, og på denne måde afgør de farmakologiske egenskaber. Mange af de klassiske farmakologiske benzodiazepiner er bygget op som en 5-phenyl-1H-benzo[e][1,4]diazepin-2(3H)-on struktur (se figuren til højre).
Nonbenzodiazepiner binder også til benzodiazepin bindsingsstedet på GABAA-receptor, og besidder lignende farmakologiske egenskaber, til trods for at være strukturelt forskellige.

### Virkningemekanisme
Alle benzodiazepiner udviser deres effekt gennem modulation af GABAA-receptoren, den hyppigst forekommende hæmmende receptor i hjernen. GABAA-receptoren består af fem underenheder af 19 mulige, og GABAA-receptorer med forskellige kombinationer af underenheder har forskellige egenskaber, forskellige placeringer i hjernen og vigtigst af alt, forskellige aktivitetsniveauer i forbindelse med benzodiazepinerne.
For at GABAA-receptorerne kan være følsomme over benzodiazepiner, skal de have en α (alpha) og en γ (gamma)-underenhed, hvorpå benzodiazepinerne bindes. Når benzodiazepinet har bundet sig til underenhederne, låser benzodiazepinet GABAA-receptoren fast i en tilstand, hvor transmitterstoffet GABA er langt mere tiltrukket til at binde sig til GABAA-receptoren. Det øger frekvensen, hvor GABAA's tilhørende chloridionkanal åbnes. Det virker hæmmende på nervens signal.
Teoretisk er benzodiazepiner med stor affinitet for α1-underenheden primært sederende (dvs. søvndyssende), mens benzodiazepiner med stor affinitet for α2 og α3 er primært anxiolytiske (dvs. de "opløser" nervøsitet)
I praksis virker alle benzodiazepiner ens, uanset om de sælges som angstdæmpende, som sovemedicin eller som krampehæmmende.
Men der er stor forskel i styrken på de forskellige benzodiazepiner, så ens doser kan i milligram (mg) variere så meget som 20 gange og udskillelseshastigheden og varigheden af virkning er ligeledes meget forskellig. (Halveringstid mellem 2 og 200 timer)

## Virkninger
- Angstdæmpende (Den angstdæmpende virkning ophører, efter ca. 3-4 måneder ved fortsat brug, på grund af toleranceudvikling (medicin))
- Søvnfremkaldende (Den søvnfremkaldende virkning ophører, efter ca. 3-4 uger ved fortsat brug, på grund af toleransudvikling)
- Muskelafslappende (Anvendes ved visse spastiske lammelser)
- Krampe-hæmmende (Anvendes ved svær alkoholabstinenstilstand samt ved visse medicinforgiftninger, visse former for epilepsi og feberkramper)
- Hukommelses- og opmærksomheds svækkende (Anvendes som beroligelse før operationer og ved mindre kirurgiske indgreb. Der udvikles ikke tolerans for benzodiazepiners hukommelses- og opmærksomhedssvækkende virkning, selv ved langvarig brug)

Til korttidsbrug kan benzodiazepiner være værdifulde - i en lang række kliniske tilfælde livsreddende. Næsten alle problemerne med benzodiazepiner hidrører fra langtidsbrug, over fire uger.

## Bivirkninger
- Toleranceudvikling (Den oprindelige dosis får mindre og mindre virkning og en højere dosis er nødvendig for at opnå den oprindelige angstdæmpende og søvnfremkaldende virkning)
- Fysisk og psykisk afhængighed. (Efter ca. 4 ugers brug af benzodiazepiner i terapeutiske doser kan der optræde mild abstinensreaktion og efter ca. 4 måneders brug er en moderat abstinensreaktion, med fysiske symptomer forventelig)
- Koncentrationsbesvær, hukommelsessvigt
- Døsighed, svimmelhed, faldtendens (Øger risikoen for ulykker, i trafikken, i hjemmet og på arbejde)
- Depression og apati (Bidrager til tab af arbejde og arbejdsløshed)
- Paradoks ophidsende virkning hos visse personer
- Bidrager til meningsløse uoverensstemmelser med andre og nervesammenbrud på grund af følelsesmæssig -, og erkendelsesmæssig svækkelse. Øger risikoen for selvmord, særligt ved depression
- Øger risikoen for dødsfald ved overdosis hvis kombineret med andre lægemidler eller alkohol
- Passerer moderkagen, ved graviditet
- Kognitiv påvirkning ses i varierende grad og påvirker dagligdagsfunktioner. Det er ikke blot forklaret med koncentrationsbesvær og hukommelsessvigt. Det påvirker evnen til at bevare overblikket, evnen til at strukturere og planlægge. Ofte er den kognitive påvirkning tydelig ved anvendelse af en almindelig anvendt demenstest. Den såkaldte MMSE test som anvendes af læge i almen praksis. Den negative påvirkning aftager almindeligvis efter aftrapning, men der kan gået fra 3 til 6 måneder eller mere hos personer som er alvorligt ramt.
- Efter to til fire ugers anvendelse kan BZD være angstfremkaldende. Den medicinbetingede angst tiltager med tiden og kan være med til at fastholde brugeren i langtidsbrug.
- Efter en til tre ugers anvendelse fremkaldes en BZD induceret søvnforstyrrelse som først normaliseres uger til måneder efter endt brug.

## Oversigt og ækvivalent dosering
Man måler benzodiazepiners potens i forhold til diazepams. En oversigt over benzodiazepiners (dem, der er til salg i Danmark) potens, halveringstid og handelsnavne:
| Kemisk navn     | Handelsnavne                   | Halveringstid u. aktive metabolitter | Potens (?=10mg Diazepam) | Primær effekt |
| --------------- | ------------------------------ | ------------------------------------ | ------------------------ | ------------- |
| Diazepam        | Valium Stesolid Apozepam       | 20-80 timer                          | 10 mg                    | Anxiolytikum  |
| Chlordiazepoxid | Klopoxid Risolid               | 5-30 timer                           | 25 mg                    | Anxiolytikum  |
| Clonazepam      | Rivotril                       | 18-50 timer                          | 0.5 mg                   | Anxiolytikum  |
| Bromazepam      | Bromam Lexotan                 | 15 timer                             | 5-6 mg                   | Anxiolytikum  |
| Oxazepam        | Alopam Oxabenz Oxapax Oxazepam | 10-15 timer                          | 20 mg                    | Anxiolytikum  |
| Flunitrazepam   | Flunipam                       | 24 timer                             | 1 mg                     | Hypnotikum    |
| Triazolam       | Halcion                        | 1,5-5,5 timer                        | 0,25 mg                  | Hypnotikum    |

## Benzodiazepiner i klinisk brug
Følgende benzodiazepiner er i klinisk brug i Danmark pr. juni 2016 (handelsnavne er anført i parentes):
- Alprazolam (Alprox, Tafil)
- Bromazepam (Bromam, Lexotan)
- Chlordiazepoxid (Klopoxid, Risolid)
- Clobazam (Frisium)
- Clonazepam (Rivotril)
- Diazepam (Apozepam, Hexalid, Stesolid)
- Lorazepam (Temesta)
- Lormetazepam (Pronoctan)
- Oxazepam (Oxabenz, Oxapax)
- Midazolam (Buccolam)
- Nitrazepam (Pacisyn)
- Triazolam (Halcion)

## Afhængighedsskabende egenskaber
Benzodiazepiner er kraftigt fysisk og psykisk afhængighedsskabende. Afhængighed kan opstå efter få ugers terapeutisk behandling, og efter endnu kortere tid når større doser anvendes.
Ifølge Sundhedsstyrelsen bør benzodiazepiner højst bruges i få uger. Behandling ud over 4 uger anses som uhensigtsmæssig, og allerede ved starten af behandlingen bør man træffe aftale om varighed og aftrapning. Det påpeges, at benzodiazepiner ikke bør bruges mod stress, kriser eller bekymringer over almenmenneskelige problemer.
- Efter brat nedsættelse -, eller ophør af langtidsbrug af benzodiazepiner opstår overaktivitet af nervesystemet, dvs. en abstinensreaktion med følgende karakteristika:
  - Forstyrrelse af humør og tænkning: Angst, frygt, forstemning, sortsyn, irritabilitet, tvangstanker og ideer om forfølgelse.
  - Søvnforstyrrelse: Søvnløshed, ændret søvnrytme og træthed om dagen.
  - Fysiske symptomer: Hurtig puls, blodtryksforhøjelse, livlige reflekser, muskelspændinger, ledsmerter, rastløshed, rysten, kvalme, kuldegysninger, sveden, besvær med koordination af bevægelser, øresusen samt i sjældne tilfælde krampeanfald.
  - Perceptionsforvrængninger: Lydoverfølsomhed, føleforstyrrelser (kriblen under huden), uvirkelighedsfølelse, uskarpt syn, illusioner samt i sjældne tilfælde hallucinationer.

## Forgiftning
Hvis man indtager for store doser benzodiazepiner, er det livsfarligt. Overdoseringsdosen (hvor benzodiazepiner er indtaget alene, uden samtidig indgift af andre depressanter fx opioider og alkohol) er typisk meget højere end terapeutiske og rekreative doser. Der findes en modgift, flumazenil (Lanexat®), som kan administreres.

## Eksterne links
Mere om benzodiazepiner på medicinhåndbogen.dk